# Sarcophaga schrameli
Sarcophaga schrameli är en tvåvingeart som beskrevs av Carroll William Dodge 1967. Sarcophaga schrameli ingår i släktet Sarcophaga och familjen köttflugor. Inga underarter finns listade i Catalogue of Life.